# Tunstall (Staffordshire)
Tunstall è una delle sei comunità che, aggregate, formano la città di Stoke-on-Trent, nella contea dello Staffordshire, in Inghilterra.